# Richard David Precht
Richard David Precht (['ʁɪçaɐ̯t ˈdaːvɪt pʁɛçt]), nemški filozof in pisatelj, * 8. december 1964,  Solingen, Severno Porenje - Vestfalija, Nemčija. 
Njegovo najpomembnejše delo, s katerim je dosegel velik uspeh, je Kdo sem jaz – in če, koliko nas je?: Filozofsko popotovanje (Wer bin ich – und wenn ja, wie viele?: Eine philosophische Reise). Skupaj z ostalimi deli je izšlo v več kot štiridesetih jezikih. Od leta 2012 vodi TV-oddajo Precht na nemški televiziji ZDF. Na Univerzi v Lüneburgu (Leuphana Universität Lüneburg) poučuje filozofijo, na Višji glasbeni šoli v Berlinu (Hochschule für Musik Hanns Eisler) pa poleg te še estetiko.

## Življenje
Precht je odrasel v sedemčlanski družini. Od petih otrok sta dva posvojena iz Vietnama. Starša sta se za posvojitvi leta 1969 in 1972 odločila iz protesta proti vojni v Vietnamu. Njegov oče Hans-Jürgen Precht je delal kot industrijski oblikovalec pri solingenskem podjetju Krups in se je ukvarjal tako z literaturo kot tudi z vzdrževanjem velike zasebne knjižnice. Mama se je udejstvovala v dobrodelni organizaciji, ki se zavzema za pravice otrok (Torre des Hommes). Otroci so odrasli v politično levo usmerjenem okolju. Po maturi na gimnaziji v Solingnu (Gymnasium Schwertstraße) junija 1984 je Precht odslužil civilno služenje vojaškega roka in kot pomočnik patronažne sestre delal do septembra 1985. Nato je v Kölnu študiral filozofijo, germanistiko in umetnostno zgodovino ter leta 1994 doktoriral iz filozofije. V svoji disertaciji je preučeval logiko duše v delu Roberta Musila Moški brez lastnosti (Der Mann ohne Eigenschaften). Kot esejist je pisal za nemške revije in časopise. Precht je bil poročen z luksemburško novinarko Caroline Mart, a sta se ločila. Iz prejšnjega razmerja ima sina.

## Dela

### Romani in avtobiografije
Leta 1999 je s svojim bratom Georgom Jonathanom napisal detektivski roman Ladja v zalivu (Das Schriff im Noor). Zgodba se dogaja leta 1985 in na danskem otoku Ærø, v njej se prepletajo motivi in analogije med teologijo in policijskim delom. Sicer je to detektivska zgodba o potopljeni ladji in umoru, knjiga pa se ukvarja tudi z naravo bivanja. Knjiga je znova izšla leta 2009 pod naslovom Instrumenti gospoda Jörgensna (Die Instrumente des Herrn Jörgensen), kot sta si ga sprva zamislila brata. Roman Kozmonavti (Die Kosmonauten) iz leta 2002 pripoveduje o ljubezni in iskanju identitete Georga in Rosalie, ki se spoznata v Kölnu in se kmalu za tem skupaj preselita v Berlin, kjer sprva živita boemsko življenje, nato pa Rosalie to ni več všeč. Oddalji se od Georga, se zaljubi v drugega in z njim začne živeti meščansko življenje. Vzporedno Precht pripoveduje zgodbo Sergeja Krikaljova, zadnjega sovjetskega astronavta. Leta 2005 je izšla avtobiografska knjiga Lenin je prišel le do Lüdenscheida – Moja mala nemška revolucija (Lenin kam nur bis Lüdenscheid – Meine kleine deutsche Revolution), v kateri se Precht z otroške perspektive spominja svojega otroštva v Solingnu, kjer je v sedemdesetih letih odrasel v politično levo usmerjeni družini. Hkrati se ozira na takratne svetovnopolitične dogodke in družbenopolitičen razvoj v Nemčiji (takrat Zvezni republiki Nemčiji in Nemški demokratični republiki) in opiše tako politična stališča in ideologije kot tudi vsakdan tistega časa. Po knjigi so posneli tudi film.

### Politični in filozofski zapisi
V knjigi Noahova dediščina (Noahs Erbe), ki je izšla leta 1997, Precht piše o etničnih vprašanjih v odnosu med ljudmi in živalmi ter o njegovih družbenih posledicah. Kasneje je knjigo temeljito predelal in je leta 2016 izšla pod novim naslovom Živali mislijo. Od pravice živali do meja ljudi. (Tiere denken. Vom Recht der Tiere und den Grenzen des Menschen.). V štirih delih piše o biološko-antropološkem vprašanju o zgodovini odnosa med živalmi in ljudmi s kulturnega, verskega in filozofskega vidika, pa tudi o novi filozofski utemeljitvi živalske etike. V zadnjem delu piše tudi o zakonu o varstvu živali, lovu, vegetarijanstvu, poskusih na živalih, živalskih vrtovih in varstvu vrst. 
Leta 2007 je napisal knjigo o splošnih filozofskih vprašanjih Kdo sem – in če, koliko nas je?: Filozofsko popotovanje (Wer bin ich – und wenn ja, wie viele?: Eine philosophische Reise), s katero je dosegel velik uspeh. Knjiga je bila prevedena v več kot 30 jezikov, tudi v slovenščino. V njej na podlagi novejših psiholoških in nevrobioloških spoznanj razpravlja o temeljnih filozofskih vprašnjih, o človeški zavesti in vedenju. Ta temeljna vprašanja so (kot pri Kantu) „Kaj lahko vem?“, „Kako moram delovati?“ in „Kaj smem upati?“. Glede na ta vprašanja je knjiga razdeljena na tri večje dele, skupaj ima 34 poglavij. Prvih devet je povezanih z vprašanjem „Kaj lahko vem?“, sledi šestnajst poglavij, povezanih z vprašanjem „Kako moram delovati?“, nato pa še devet poglavij, posvečenih vprašanju „Kaj smem upati?“. Na začetku poglavij pogosto piše o posebnostih filozofov in raziskovalcev, katerih teorije v njih razlaga, ter o njihovem življenju, podnaslovi pa jih z vprašanjem, o katerem nato v tem poglavju razpravlja, npr. „Od kod prihajamo?“ in „Smemo jesti živali?“. 
Leta 2009 je izšla knjiga Ljubezen: Kaotično čustvo (Liebe: Ein unordentliches Gefühl), v kateri se ukvarja z biologijo in evolucijo ljubezni s psihološkega in sociološkega vidika. Njegova glavna teza, ki jo predstavi v knjigi, je, da spolna ljubezen ne izhaja iz spolnosti, temveč iz vezi med otrokom in starši. Potreba po bližini naj bi torej izvirala iz otroškega odnosa s starši, v partnerskem odnosu pa naj bi iskali zadovoljitev te potrebe. Torej naj bi bila kasnejša ljubezen le projekcija prejšnje otroške ljubezni. 
Leta 2010 je izšla knjiga Umetnost ne biti egoist (Die Kunst, kein Egoist zu sein). V njej Precht piše o vprašanju, kako ljudje dejansko moralno delujejo. Zaradi tega se je moral poglobiti tudi v ugotovitve raziskav o možganih, evolucijskih biologov in socialnih psihologov. Opaža, da pripravljenost na prevzem odgovornosti v moderni družbi upada, po njegovem mnenju predvsem zaradi menjavanja vlog posameznika v njej, kar mu omogoča prenašanje odgovornosti na druge. Rešitev vidi v gospodarskih, družbenih in političnih spremembah, predvsem v vzpostavitvi sistema, ki bi omogočal več soodločanja in direktnejšo demokracijo. 
Knjiga Zakaj obstaja vse in ne nič? (Warum gibt es alles und nicht Nichts?) je izšla leta 2011 in govori o sprehodu očeta in sina po Berlinu, pri katerem sin Oskar očeta sprašuje o filozofskih vprašanjih. 
Leta 2013 je Precht objavil knjigo Ana, šola in ljubi Bog: Izdaja šolskega sistem na naših otrocih (Anna, die Schule und der liebe Gott: Der Verrat des Bildungssystems an unseren Kindern), v kateri piše o izobrazbi in nemškem šolskem sistemu. Z njim ni zadovoljen, ga kritizira in zahteva reforme, saj naj ne bi bil ne otrokom prijazen ne učinkovit. 
Leta 2015 je izšla prva njegova knjiga (izmed treh) o zgodovini filozofije – Spoznaj svet (Erkenne die Welt). Jeseni 2017 ji je sledilo nadaljevanje Spoznaj sebe (Erkenne dich selbst), oktobra 2019 pa še tretji del Bodi ti (Sei du selbst). Leta 2018 je izdal knjigo Lovci, pastirji, kritiki. Utopija digitalne družbe (Jäger, Hirten, Kritiker. Eine Utopie für die digitale Gesellschaft), v kateri se ukvarja s posledicami digitalne revolucije in njenim vplivom na delo, psiho, družbo in politiko.

## Politična stališča

### Digitalizacija
V mnogih prispevkih, esejih in intervjujih se Precht ukvarja s posledicami digitalizacije na našo družbo. Meni, da bi morali digitalizacijo in njen vpliv jemati resneje. Tu vidi izziv za celotno družbo. Če ta ne bo odreagirala dovolj hitro, meni, da se bomo razvili v družbo, kjer bodo pomembni dobiček, učinkovitost in monopol, mnogo ljudi pa bo brezposelnih. Računalniki in roboti namreč ne potrebujejo zavarovanja in pokojnin, ne spijo, ne potrebujejo dopusta, bolniške ali porodniške, delajo lahko noč in dan. Hkrati je zaskrbljen tudi zaradi porabe energije, saj naprave porabijo veliko elektrike. Pomembnost političnega posredovanja tu vidi predvsem v zaščiti ljudi in razvoju socialne države, ki naj bi poskrbela zanje tudi v primeru rastoče brezposelnosti.

### Univerzalni temeljni dohodek
Precht podpira UTD, saj meni, da lahko le tako ohranimo socialno državo. Pri vse večji brezposelnosti in vse nižjih pokojninah naj bi ljudje le tako še lahko živeli normalno življenje.

### Migracije
Precht meni, da se je doba migracij šele začela in bo preoblikovala demografsko podobo sveta. Zagovarja preventivno zunanjo politiko.

### Izobrazba
Precht je oster kritik nemškega šolskega sistema, saj ta naj ne bi bil niti učinkovit niti otrokom prijazen. Zahteva reforme šolskega sistema, da bi ta ustrezal današnji družbi. Meni, da bi sodobno tehnologijo predvsem pri naravoslovnih predmetih lahko bolje izkoristili. Pri mnogih univerzitetnih predmetih se mu zdijo predavanja nesmiselna, saj lahko danes ta gledamo preko interneta, kjer je na voljo več priznanih znanstvenikov, poleg tega pa si lahko del predavanja ogledamo večkrat, če ga ne razumemo. Za učitelje bi uvedel izbirni postopek, pri katerem bi izločil manj nadarjene pedagoge.

### Živali
V zvezi z živalmi zahteva sprejetje pravic živali in zakonov o varovanju živali in je proti poskusom na živalih (še posebej na primatih), lovu, velikim farmam živali in s tem povezani industriji. Sam sicer ni vegan, vendar se mu to zdi dobro in prav.

### Pomoč pri umiranju
Na tem področju loči pasivno pomoč pri umiranju (preklic zdravljenja), posredno pomoč pri umiranju (zdravljenje z močnimi protibolečinskimi zdravili, ki krajšajo življenje), pomoč pri samomoru (pripravljanje smrtonosnih substanc) in aktivno pomoč pri umiranju (npr. dajanje injekcije s strupom). Precht ne zagovarja neomejene veljave pravice, da se človek o smrti lahko odloči sam. Meni namreč, da je občutek, da je lajšanje bolečin do smrti boljša izbira kot strup, globoko zasidran v človeški naravi. Tako naj bi aktivna pomoč pri umiranju prišla v poštev samo, kadar ni druge možnosti. Paliativna oskrba naj bi bila zaradi tega humana pot tako za zdravnike kot tudi za paciente.

### Elektromobilnost
Precht je tudi velik nasprotnik elektromobilnosti, ki temelji na uporabi kemičnih baterij, in trenutnega prizadevanja družbe, da bila ta v širši v uporabi. Trdi, da s tem delamo velikansko napako, saj naj bi ta prej prispevala k suženjstvu v afriških rudnikih kobalta kot omogočala trajnosten razvoj tehnologije. Sam je namesto takšne elektromobilnosti zagovornik avtomobilov na gorivne celice. Trdi, da so električni avtomobili s kemično baterijo pri ohranjanju okoljskega ravnovesja komaj kaj boljši od navadnih. Njegovi izjavi sicer nasprotujejo podatki nemškega urada za okolje (Umweltbundesamt), po katerih naj bi električni avtomobili v zrak izpustili 20% manj CO2 v primerjavi z navadnimi, procent pa naj bi se v prihodnje zaradi širše uporabe obnovljivih virov energije še zvišal (do leta 2025 na 40%).

## Dosežki
Prechtova filozofska dela, ki jih je izdal predvsem med letoma 2007 in 2011, so zelo priljubljena in približujejo sodobne filozofske teme širši javnosti. Od leta 2013 se ukvarja z zgodovino zahodne filozofije in njenimi problemi. Pogosto sodeluje v aktualnih družbenih debatah, kot so npr. debate o izboljšanju šolskega sistema in posledicah digitalizacije v družbi. O njegovih družbenopolitičnih prepričanjih pogosto razpravljajo v nemških medijih, mnenja se mnogokrat močno razhajajo.

## Priznanja in nagrade
1999: Publizistik-Preis für Biomedizin 
2011: IQ-Preis der Hochbegabten-Organisation MinD Mensa in Deutschland 
2013: AMV Sales Award Sally für Pressefreiheit und Pressevielfalt Deutscher Fernsehpreis 
2013 für seine Fernsehsendung Precht in der Kategorie „besondere Leistungen“. 
2017: PETA Progress Award für „Tiere denken“

### Dela, prevedena v slovenščino

#### Knjige
V slovenščino sta prevedeni del Kdo sem – in če, koliko nas je?: Filozofsko popotovanje. in Ljubezen: Kaotično čustvo..

### Dela v nemščini

#### Knjige
Noahs Erbe. Vom Recht der Tiere und den Grenzen des Menschen. Rowohlt, Reinbek bei Hamburg 2000, ISBN 3-499-60872-3. Die Kosmonauten. Roman. Kiepenheuer & Witsch, München 2003, ISBN 978-3-462-03216-1. Baader braun. V: Iris Radisch (Hrsg.): Die Besten 2004. Klagenfurter Texte. Die 28. Tage der deutschsprachigen Literatur in Klagenfurt. Piper, München/Zürich 2004, ISBN 3-492-04648-7. Wer bin ich – und wenn ja, wie viele? Eine philosophische Reise. Goldmann, München 2007, ISBN 978-3-442-31143-9. (od 2. junija do 21. septembra 2008 na prvem mestu nemške lestvice najbolje prodajanih knjig Spiegel-Bestsellerliste) z Georgom Jonathanom Prechtom: Die Instrumente des Herrn Jørgensen. Roman. Goldmann, München 2009, ISBN 978-3-442-47115-7. Liebe: Ein unordentliches Gefühl. Goldmann, München 2010, ISBN 978-3-442-15554-5. Die Kunst, kein Egoist zu sein. Warum wir gerne gut sein wollen und was uns davon abhält. Goldmann, München 2010, ISBN 978-3-442-31218-4. Lenin kam nur bis Lüdenscheid. Meine kleine deutsche Revolution. Erweiterte Auflage. Ullstein, Berlin 2011, ISBN 978-3-548-37323-2. Warum gibt es alles und nicht Nichts? Ein Ausflug in die Philosophie. Goldmann, München 2011, ISBN 978-3-442-31238-2. Anna, die Schule und der liebe Gott. Der Verrat des Bildungssystems an unseren Kindern. Goldmann, München 2013, ISBN 978-3-442-31261-0. (od 6. do 19. maja 2013 na prvem mestu nemške lestvice najbolje prodajanih knjig Spiegel-Bestsellerliste) Erkenne die Welt, Geschichte der Philosophie 1. Goldmann, München 2015, ISBN 978-3-442-31262-7. Tiere denken. Vom Recht der Tiere und den Grenzen des Menschen, Goldmann, München 2016, ISBN 978-3-442-31441-6. Erkenne dich selbst, Geschichte der Philosophie 2. Goldmann, München 2017, ISBN 978-3-442-31367-9. Jäger, Hirten, Kritiker. Eine Utopie für die digitale Gesellschaft. Goldmann, München 2018, ISBN 978-3-442-31501-7. Sei du selbst. Eine Geschichte der Philosophie 3. Goldmann, München 2019, ISBN 978-3-442-31402-7.